# ابراهیم آمادو
ابراهیم آمادو (انگلیسی: Ibrahim Amadou؛ زادهٔ ۶ آوریل ۱۹۹۳) بازیکن فوتبال اهل کامرون است که در پست هافبک و مدافع بازی می‌کند.
از باشگاه‌هایی که در آن بازی کرده‌است می‌توان به باشگاه فوتبال سویا، باشگاه فوتبال لیل، و باشگاه فوتبال نانسی اشاره کرد.
وی همچنین در تیم ملی فوتبال زیر ۱۹ سال فرانسه بازی کرده‌است.